# 오목
오목(五目, 중국어: 五子棋, 병음: Wǔzǐqí)은 바둑판에 두 사람이 번갈아 돌을 놓아 가로나 세로, 대각선으로 다섯 개의 연속된 돌을 놓으면 이기는 놀이이다. 19x19 크기의 바둑판에서 하기도 하나 정식 경기는 보통 15x15 크기의 판을 이용한다. 잡거나 움직이는 돌이 없으므로 종이와 펜을 이용하여 진행할 수도 있다.

## 경기 예
이 경기는 15×15 판에서 벌어진 오목 경기의 예이다.
시작을 보면 흑의 유리함을 알 수 있다. 열린 삼은 바로 막거나, 다른 곳에서의 공격으로 대응해야 한다. 만약 막거나 반격하지 않는다면, 열린 삼은 한 수가 늘어 열린 사가 되고 바로 다음에 양쪽을 모두 다 막을 수 없으므로 지게 된다. 판의 진행에서 백의 10, 14, 16, 20 수로 열린 삼을 막고 있지만, 흑은 9 수만이 막는 수이다.
20 수는 백의 실착이다. (19 옆으로 막아야 한다) 흑이 21에 두게 되면, 앞으로 백이 어떤 대응수를 두더라도 이길 수 있다.
백이 22를 흑 15 옆에 두느냐, 흑 21 옆에 두느냐에 따라 두 가지 진행이 나올 수 있다. 오른쪽 진행은 흑 15 옆을 막았을 때이다. 백 38을 제외하면 백은 반드시 막아야만 하는 곳에 두고 있다. 이기기 위한 이런 긴 수순은 오목에서는 흔히 있는 일이며, 고수가 되기 위해서는 20 수에서 40 수의 진행을 빠르고 정확하게 읽는 능력이 필요하다.
오른쪽 진행은 반대로 21 옆을 막았을 경우이다. 이 수순을 보면 왜 백 20이 실착이었는지를 알 수 있다. 만약 백 21을 흑 19 옆(오른쪽 그림의 백 32 자리)에 놓았다면, 흑 31은 공격수가 되지 않는다.

## 추가 규칙
오목에서 흑이 유리하다는 것은 빅토르 알리스가 아무 제한이 없는 오목에서 흑이 언제나 이긴다는 사실을 증명을 하기 전에 이미 잘 알려져 있었다. 따라서 보다 공정한 경기를 위해서 여러 가지 규칙이 추가되었다. 보통 다음 규칙들이 추가된다.
- 여섯 개 이상의 돌을 늘어놓는 육목으로는 이길 수 없다.(무효 혹은 금수로 처리된다.)
- 삼삼(막혀 있지 않은 둘 이상의 연속된 삼을 만드는 수)은 놓을 수 없다.
- 다만, 삼삼/육목과 동시에 오목이 만들어지는 경우는 제외된다.

일본에서는 공정한 게임을 위해 렌주 규칙이 발달하였다. 렌주는 흑에게만 삼삼, 사사, 장목이 금지된다. 그밖에 경기 시작 시의 몇가지 규칙이 추가로 더해진다. 그러나 컴퓨터 과학의 발달에 따라 렌주도 흑에 무적수가 존재한다는게 알려지면서 오프닝을 통해 공정한 게임을 둘 수 있게 하고 있다. 한국의 오목에서는 흑은 렌주 보다 금수가 많고 백은 렌주보다 금수가 적으므로 당연히 렌주에서도 흑이 필승이니, 한국인들이 흔히 두는 일반 오목(육목 무효, 삼삼 금지)에서도 흑의 무적수가 존재한다. 흑이 렌주의 무적수 대로 똑같이 대응하면 된다.
그 외에 오프닝 룰을 두어 공정하게 둔다.

## 변형 오목
따목
오목에 바둑을 접목시킨 것이다. 바둑처럼 상대의 돌이 포위되면 포위된 돌을 들어낸다.
상목
두는 돌의 아래에 빈 칸이 없게 두도록 변형된 것이다.

## 같이 보기
- 4목
- 틱택토
- 커넥트 포
- 커넥트 식스
- 펜테
- 렌주
- 26주형
- 이렌세이